# Lord of the Lost
Lord of the Lost är ett gothic rock/gothic metal-band från Hamburg (Tyskland) som grundades 2007 som ett soloprojekt under namnet Lord, men som så småningom blev ett band och ändrade till det nuvarande bandnamnet för att slippa konflikter med Lordi och tyska 70-talsbandet The Lords. 
Tack vare seger i Unser Lied für Liverpool, representerade Lord of the Lost Tyskland i Eurovision Song Contest 2023 med låten Blood & Glitter, men kom sist. 

## Medlemmar

### Nuvarande medlemmar

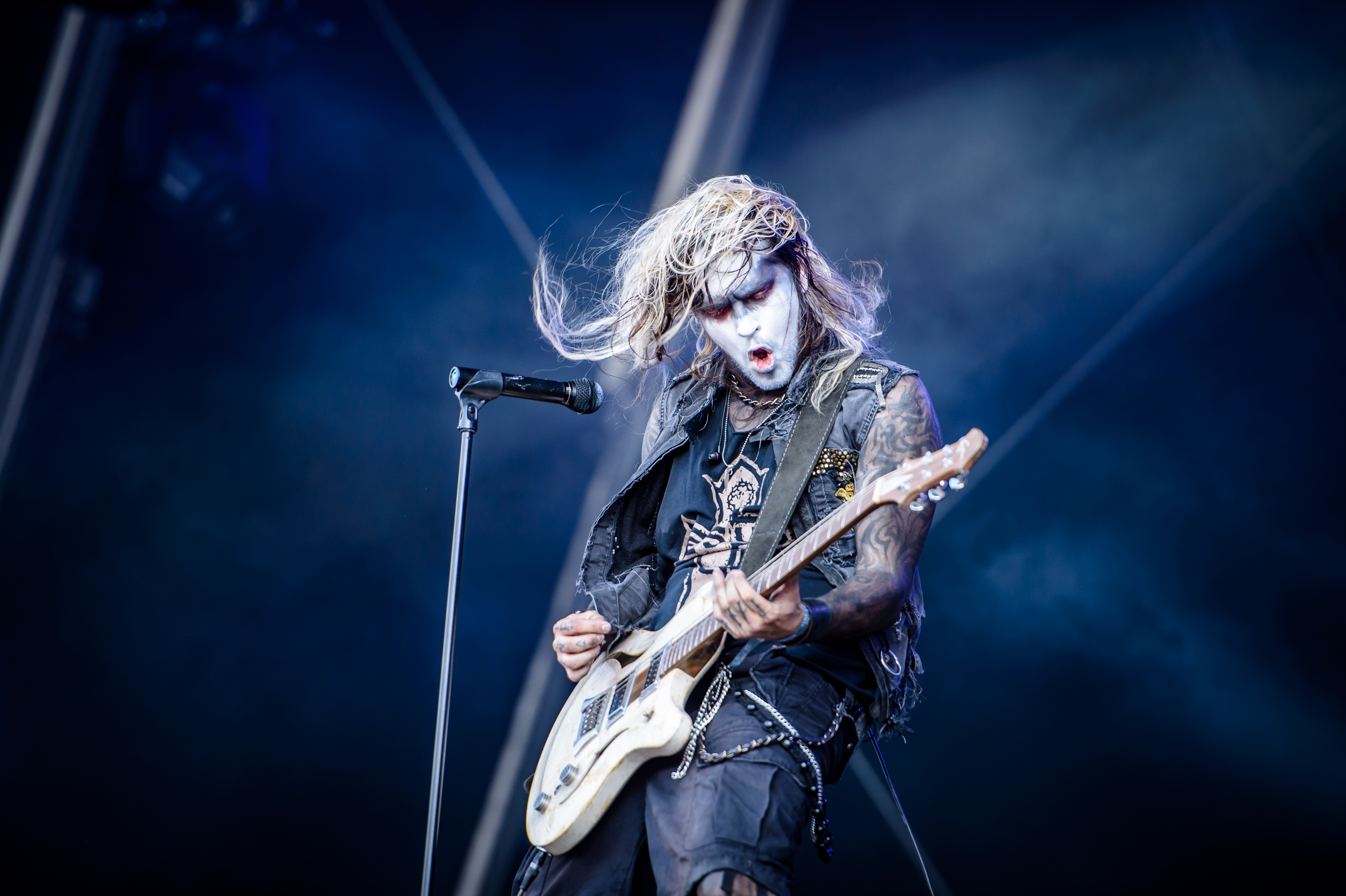
Chris "The Lord" Harms på Rockharz Open Air 2017

- The Lord (Chris Harms) – sång, gitarr, cello (2007–)
- Class Grenayde (Klaas Helmecke) – basgitarr (2008–)
- Gared Dirge (Gerrit Heinemann) – piano, synthesizer, slagverk, gitarr, theremin (2010–)
- π (Pi Stoffers) – gitarr (2016–)
- Niklas Kahl – trummor (2017–)

### Tidigare medlemmar
- Sensai – gitarr (2008–2010)
- Sebsta Lindström – gitarr (2008–2011)
- Any Wayst – trummor (2008–2011)
- Bo Six (Borislav Crnogorac) – gitarr (2009–2016)
- Disco (Christian Schellhorn) trummor (2012–2014)
- Tobias Mertens – trummor (2014–2017)

## Diskografi

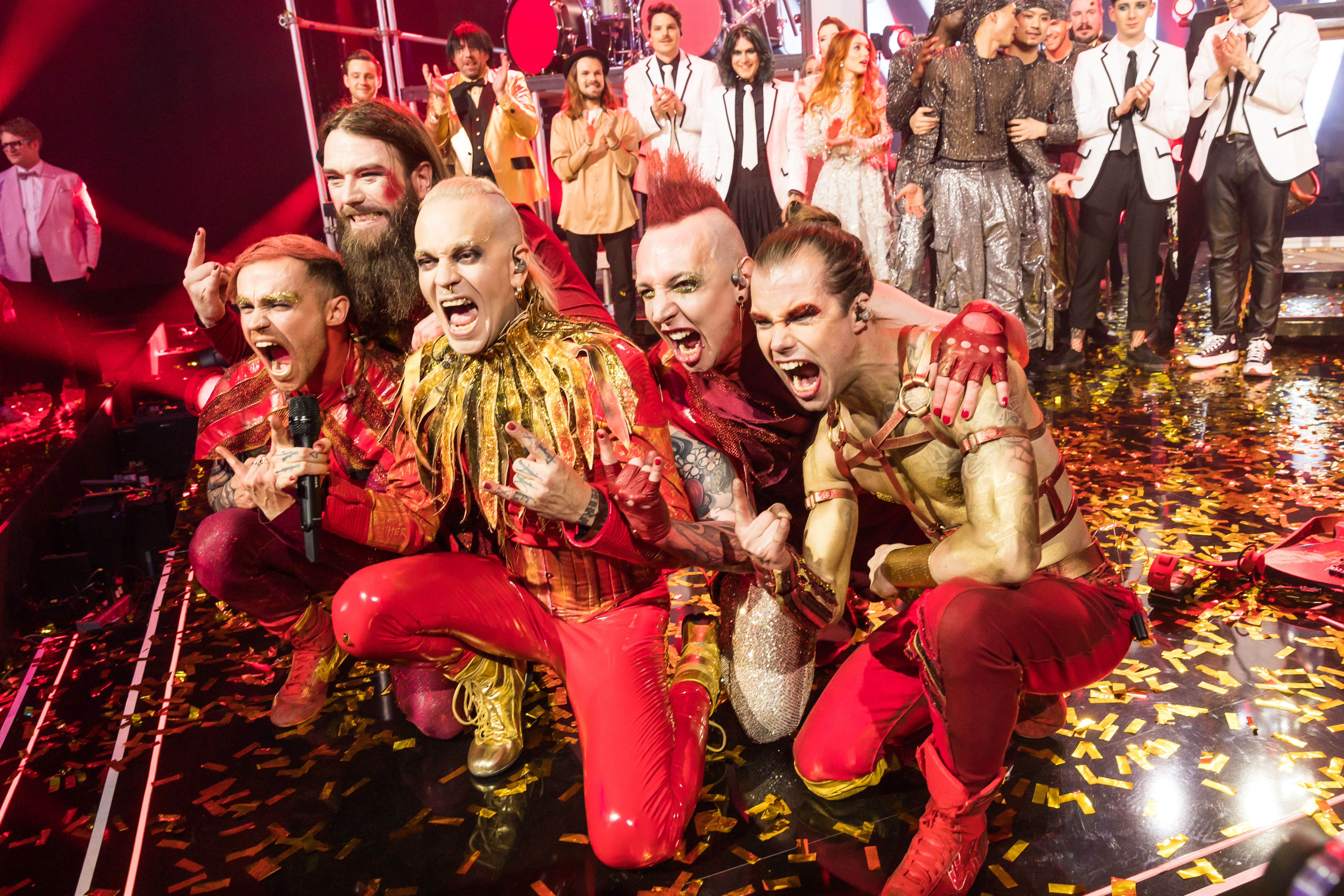
Lord of The Lost som nykrönta vinnare av Unser Lied für Liverpool (2023).

### Studioalbum
- 2010: Fears
- 2011: Antagony
- 2012: Die Tomorrow
- 2014: From the Flame Into the Fire
- 2016: Empyrean
- 2018: Thornstar
- 2021: Judas
- 2022: Blood & Glitter
- 2023: Weapons of Mass Seduction

### Samlingsalbum/Livealbum
- 2013: We Give Our Hearts (Live auf St. Pauli)
- 2015: Swan Songs (Acoustic/Classical)
- 2015: A Night to Remember - Live Acoustic in Hamburg
- 2017: Swan Songs II
- 2019: Till Death Us Do Part: Best Of
- 2020: Swan Songs III

### EP
- 2012: Beside & Beyond
- 2014: MMXIV
- 2015: Full Metal Whore
- 2016: Eisheilige Nacht 2016
- 2018: Ruins
- 2020: Swan Songs III - Piano EP
- 2022: The Heartbeat of the Devil

### Singlar
- 2009: "Dry the Rain"
- 2011: "Sex on Legs"
- 2012: "Die Tomorrow"
- 2013: "See You Soon"
- 2014: "Afterlife"
- 2014: "La Bomba"
- 2014: "Six Feet Underground"
- 2016: "The Love of God"
- 2017: "Waiting for You to Die"
- 2017: "Lighthouse"
- 2017: "The Broken Ones"
- 2018: "On This Rock I Will Build My Church"
- 2018: "Morgana"
- 2019: "Loreley"
- 2019: "Voodoo Doll"
- 2020: "A One Ton Heart"
- 2020: "A Splintered Mind"
- 2020: "Dying on the Moon" (feat. Joy Frost)
- 2021: "The Death of All Colours"
- 2021: "Priest"
- 2021: "For They Know Not What They Do"
- 2022: “Not My Enemy”
- 2022: “Blood & Glitter”
- 2023: “Absolute Attitude”